# La Chapelle-Thémer
La Chapelle-Thémer ist eine französische Gemeinde mit 394 Einwohnern (Stand: 1. Januar 2022) im Département Vendée in der Region Pays de la Loire; sie gehört zum Arrondissement Fontenay-le-Comte und zum Kanton La Châtaigneraie (bis 2015: Kanton Sainte-Hermine). Die Einwohner werden Théméraires genannt.

## Geographie
La Chapelle-Thémer liegt etwa 37 Kilometer ostsüdöstlich von La Roche-sur-Yon. Der Smagne begrenzt die Gemeinde im Süden. Umgeben wird La Chapelle-Thémer von den Nachbargemeinden Saint-Martin-Lars-en-Sainte-Hermine im Norden, Saint-Laurent-de-la-Salle im Osten, Saint-Valérien im Süden, Thiré im Südwesten sowie Saint-Juire-Champgillon im Westen.

## Bevölkerungsentwicklung
| 1962                      | 1968 | 1975 | 1982 | 1990 | 1999 | 2006 | 2013 |
| 581                       | 576  | 506  | 459  | 366  | 335  | 302  | 371  |
| Quelle: Cassini und INSEE |      |      |      |      |      |      |      |

## Sehenswürdigkeiten
Siehe auch: Liste der Monuments historiques in La Chapelle-Thémer
- alte Kirche, frühere Kapelle der Burg Bodert
- alter Turm, Teil der früheren Burganlage
- Schloss Le Fougeroux